# Miguel Poblet
Miguel Poblet Orriols (Moncada y Reixach, Barcelona, 18 de marzo de 1928-Barcelona, 6 de abril de 2013), conocido simplemente como Miguel Poblet, fue un ciclista de ruta y pista español, profesional entre los años 1944 y 1962.
Considerado como uno de los ciclistas más grandes que ha dado España, Poblet fue el primer corredor en lograr grandes hitos para el ciclismo nacional. Fue un corredor atípico, se distinguía como clasicómano y como esprínter, algo que no era muy habitual en el país de la época.
Entre sus grandes éxitos destacan la Volta a Cataluña de 1952 y 1960, la Milán-San Remo de 1957 y 1959 y 26 victorias de etapa entre las 3 grandes vueltas —20 Giro (récord del ciclismo español), 3 Tour y 3 Vuelta—, siendo además el primer corredor en la historia en ganar en un mismo año —1956— etapas en la 3 grandes; hecho que hasta la fecha solo Pierino Baffi en 1958 y Alessandro Petacchi en 2003 han conseguido igualar.  Entre sus logros también se encuentran el haber sido portador de la maglia rosa durante 6 etapas en el Giro y del maillot amarillo del Tour durante 2 jornadas en 1955, convirtiéndose en el primer español de la historia que portó el jersey de líder en la ronda francesa.
Sus dos victorias en la Milán-San Remo —1957 y 1959— fueron los primeros 'monumentos' en el palmarés español de las clásicas. Ningún corredor nacional volvió a sumar un triunfo en este tipo de carreras hasta que Óscar Freire la ganó en 2004. También fue pionero entre los españoles en la París-Roubaix, donde fue 2.º en 1959 y 3.º en 1961, y en el Giro de Lombardia, donde clasificó también 2.º y 3.º en 1958 y 1959, respectivamente, siendo el primer nacional en realizarlo hasta que Marino Lejarreta y Juan Antonio Flecha se subieron en 1988 y 2005 en el 3.er cajón del podio en la Clásica de las Hojas Muertas y en el Infierno del Norte.
Falleció el 6 de abril de 2013 a los 85 años de edad, después de estar varios días ingresado por una insuficiencia renal.

## Biografía
Nacido el 18 de marzo de 1928, en Moncada y Reixach, un municipio de la provincia de Barcelona, Miguel Poblet era el pequeño de los 2 hijos que tuvieron Enrique Poblet y Francisca Orriols. Su padre, antiguo corredor regional de ciclismo y que regentaba un taller de bicicletas en su pueblo, fue quien inculcó desde pequeño el amor por las dos ruedas. En bicicleta hacía a diario los 40 kilómetros del trayecto ida y vuelta a la escuela.

### Inicio profesional, primeros años y primera etapa de su carrera profesional
En 1944, a los dieciséis años, sacó su primera licencia como corredor,  si bien sus primeros años los pasó compitiendo básicamente en pruebas de Cataluña y cercanías. Simultáneamente comenzó a brillar en el ciclismo de pista, confirmándose como un muy buen velocista.
Al año siguiente, en 1945, logró su primera victoria de cierta importancia: el Trofeo Jaumandreu. Después, su carrera deportiva ofrece un aluvión de victorias: seis en 1946 y treinta y cuatro entre 1947 y 1949, años en los que logró sumar tres títulos consecutivos de Campeón de España de Montaña en Ruta y el de Campeón de España de velocidad en pista, en 1949, título que reeditó en 1951.
En 1952 ganó tres etapas, la general y la montaña de la Volta a Cataluña. 
En 1953 ganó cuatro carreras y el año siguiente fueron catorce sus victorias, destacando entre ellas sus cuatro etapas en la Volta, y las cinco que consiguió en la Vuelta a Aragón. 

### Segunda etapa: figura internacional en el pelotón
En 1955 su figura comenzó a tomar talla internacional, ya que entre las diez victorias que logró aquel año se encontraban la general del Midi Libre y dos etapas del Tour de Francia, las acabadas en Dieppe y París. Con su victoria en Dieppe, primera etapa de aquel Tour, Poblet logró ser el primer español que vestía el maillot amarillo que distingue al líder de la general, honor que, por otro lado, perdió en la etapa siguiente.
En 1956, con el Faema belga, consiguió sumar diecisiete victorias, atreviéndose a disputar las tres grandes pruebas por etapas del calendario internacional, que le dejaron en recompensa tres victorias de etapa en la Vuelta a España, cuatro en el Giro de Italia, y una en el Tour de Francia. 
En 1957 ganó la Milán- Turín, carrera que iba a propiciar un cambio de vital importancia en su vida, pues hizo que se fijase en él “Il commendatore” Borghi, patrón del potente Ignis italiano. Aquél le firmó un improvisado contrato en el reverso de un paquete de cigarrillos y veinticuatro horas más tarde, Poblet le brindó como recompensa su victoria en una gran clásica, la Milán-San Remo, a la que seguirían, entre otras, cuatro victorias de etapa del Giro de Italia. A partir de entonces, será ésta, junto a las clásicas, las carreras que primen en el universo ciclista de Poblet, que en 1958, año en el que ganó diecinueve carreras, sumará tres nuevas victorias de etapa en el Giro, logrando también tres sonoros segundos puestos en la Milán-San Remo, Milán-Turín y París-Roubaix.
Entre las catorce victorias que logró en 1959, destacan especialmente una nueva victoria en la Milán-San Remo, tres etapas del Giro de Italia, y otras tres en la Volta a Catalunya. 
Un año más tarde, ya en 1960, Poblet continúa casi imbatible. Suma dieciocho victorias aquella temporada, destacando especialmente su triunfo en tres etapas y la general de la Volta a Catalunya, carrera en la que también se llevó el premio a la Regularidad, y los tres triunfos parciales logrados en el Giro de Italia, en las etapas de Campobasso, Bellaria y la Scalata delle Cavi di Carrara (ex aequo con Anquetil).

### Tras la retirada
Tras su retirada, Poblet pasó a vender electrodomésticos y siguió ligado al mundo del ciclismo siendo presidente de la Federación Catalana de Ciclismo, y formando parte también de la organización de la Vuelta a Cataluña.
Falleció el 6 de abril de 2013, a los 85 años de edad, tras ser ingresado por una insuficiencia renal y sufrir una infección generalizada que complicó su estado de salud. Sus restos mortales reposan en el cementerio de su localidad natal, Moncada y Reixach.

## Palmarés
| 1945 - Trofeo Jaumendreu 1947 - Campeonato de España de Montaña - G.P. Primavera - Trofeo Jaumendreu - 3 etapas de la Volta a Cataluña - Campeón de España por Regiones 1948 - Campeonato de España de Montaña - G.P. Pascuas - 2 etapas de la Volta a Cataluña - Campeón de España por Regiones 1949 - Campeonato de España de Montaña - 4 etapas de la Volta a Cataluña - Campeón de España por Regiones 1951 - 3.º de la Clasificación General de la Vuelta a Castilla - Campeonato de Barcelona - 2 etapas de la Volta a Cataluña 1952 - Volta a Cataluña y tres etapas - 3.º de la Clasificación General de la Vuelta a Castilla 1953 - 2 etapas de la Volta a Cataluña 1954 - Trofeo Masferrer - 4 etapas de la Volta a Cataluña - Campeón de España por Regiones 1955 - Midi Libre - 2 etapas del Tour de Francia - 1 etapa en la Vuelta a Andalucía - 1 etapa de la Bicicleta Vasca | 1956 - 4 etapas del Giro de Italia - 3 etapas de la Vuelta a España - 1 etapa del Tour de Francia - 4 etapas del Volta a Cataluña - Campeonato de Barcelona 1957 - Milán-San Remo - Milán-Turín - 4 etapas del Giro de Italia - 3 etapas de la Roma-Nápoles-Roma - 2 etapas de la Volta a Cataluña - Campeonato de Barcelona - Campeón de España por Regiones 1958 - 3 etapas del Giro de Italia - 5 etapas de la Roma-Nápoles-Roma - 1 etapa de la París-Niza - 1 etapa del los Tres Días de Amberes - 1 etapa de la Volta a Cataluña - Campeón de España por Regiones 1959 - Milán-San Remo - 3 etapas del Giro de Italia - 1 etapa de la Volta a Cataluña 1960 - Volta a Cataluña , más 3 etapas - 3 etapas del Giro de Italia - Campeón de España por Regiones - Sassari-Cagliari - 1 etapa del Giro de Cerdeña 1961 - 3 etapas del Giro de Italia - 5 etapas de la Vuelta al Levante |

## Resultados

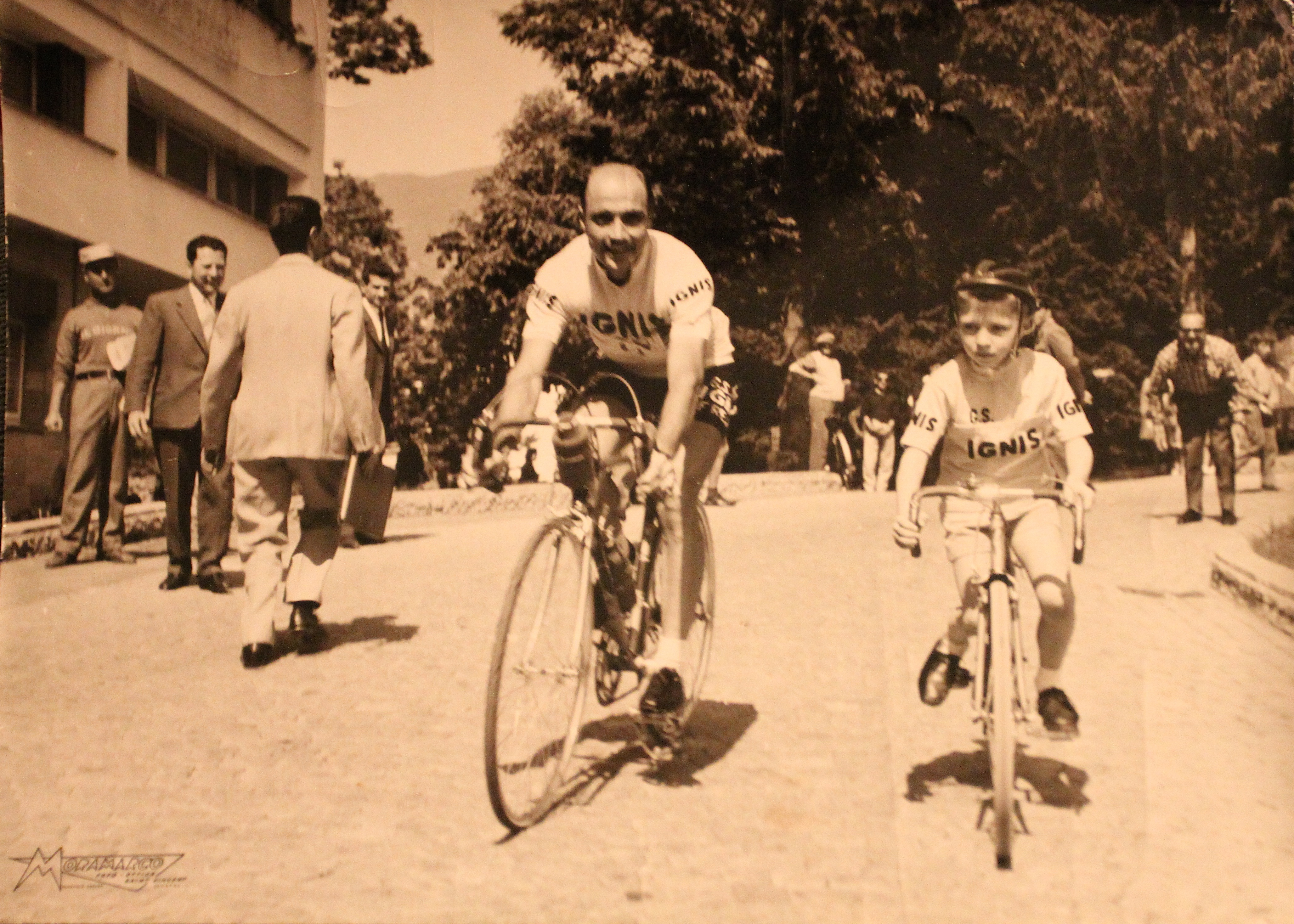
Miguel Poblet en 1960.

Durante su carrera deportiva consiguió los siguientes puestos en Grandes Vueltas, Vueltas menores y carreras de un día:

### Grandes Vueltas
| Carrera | Carrera         | 1945 | 1946 | 1947 | 1948 | 1949 | 1950 | 1951 | 1952 | 1953 | 1954 | 1955 | 1956 | 1957 | 1958 | 1959 | 1960 | 1961 | 1962 |
| ------- | --------------- | ---- | ---- | ---- | ---- | ---- | ---- | ---- | ---- | ---- | ---- | ---- | ---- | ---- | ---- | ---- | ---- | ---- | ---- |
|         | Giro de Italia  | X    | —    | —    | —    | —    | —    | —    | —    | —    | —    | —    | Ab.  | 6.º  | 6.º  | 6.º  | 25.º | 41.º | —    |
|         | Tour de Francia | X    | X    | —    | —    | —    | —    | —    | —    | —    | —    | 26.º | Ab.  | Ab.  | —    | —    | —    | —    | —    |
|         | Vuelta a España | —    | —    | —    | —    | X    | —    | X    | X    | X    | X    | Ab.  | Ab.  | —    | —    | —    | —    | —    | —    |

- 20 etapas en el Giro de Italia  ('61, '60, '59, '58, '57, '56) y  maillot rosa de líder durante 6 etapas en Giro de 1961.
- 3 etapas en el Tour de Francia ('56, '55) y  maillot amarillo de líder durante 2 etapas en Tour de 1955.
- 3 etapas en la Vuelta a España ('56).

### Vuelta menores
| Carrera | Carrera          | 1945 | 1946 | 1947 | 1948 | 1949 | 1950 | 1951 | 1952 | 1953 | 1954 | 1955 | 1956 | 1957 | 1958 | 1959 | 1960 | 1961 | 1962 |
| ------- | ---------------- | ---- | ---- | ---- | ---- | ---- | ---- | ---- | ---- | ---- | ---- | ---- | ---- | ---- | ---- | ---- | ---- | ---- | ---- |
|         | Volta a Cataluña | —    | Ab.  | 5.º  | 7.º  | 2.º  | —    | 16.º | 1.º  | 18.º | 3.º  | —    | 4.º  | 13.º | 26.º | 26.º | 1.º  | —    | —    |
|         | Vuelta a Suiza   | X    | —    | —    | —    | —    | —    | —    | —    | —    | 19.º | —    | —    | —    | —    | —    | —    | —    | —    |

### Clásicas, Campeonatos y JJ. OO.
| Carrera              | Carrera              | 1945 | 1946 | 1947 | 1948 | 1949 | 1950 | 1951 | 1952 | 1953 | 1954 | 1955 | 1956 | 1957 | 1958 | 1959 | 1960 | 1961 | 1962 |
| -------------------- | -------------------- | ---- | ---- | ---- | ---- | ---- | ---- | ---- | ---- | ---- | ---- | ---- | ---- | ---- | ---- | ---- | ---- | ---- | ---- |
|                      | Milán-San Remo       | X    | —    | —    | —    | —    | —    | —    | —    | —    | —    | —    | —    | 1.º  | 2.º  | 1.º  | 26.º | 39.º | —    |
|                      | París-Roubaix        | —    | —    | —    | —    | —    | —    | —    | —    | —    | 40.º | 32.º | —    | 26.º | 2.º  | 37.º | 3.º  | —    | —    |
| Campeonato de Zúrich | Campeonato de Zúrich | —    | —    | 14.º | —    | —    | —    | —    | —    | —    | —    | —    | —    | —    | —    | —    | —    | —    | —    |
| París-Bruselas       | París-Bruselas       | —    | —    | —    | —    | —    | —    | —    | —    | —    | —    | —    | —    | —    | —    | 3.º  | —    | —    | —    |
| París-Tours          | París-Tours          | —    | —    | —    | —    | —    | —    | —    | —    | —    | —    | —    | 6.º  | 7.º  | —    | 4.º  | —    | —    | —    |
|                      | Giro de Lombardía    | —    | —    | —    | —    | —    | —    | —    | —    | —    | —    | —    | 31.º | 10.º | 2.º  | 3.º  | 12.º | —    | —    |
| Mundial en Ruta      | Mundial en Ruta      | X    | —    | —    | —    | —    | —    | —    | —    | —    | Ab.  | Ab.  | Ab.  | —    | 11.º | Ab.  | 24.º | Ab.  | —    |

 —: No participa

Ab.: Abandona

X: Ediciones no celebradas

## Récords y marcas personales
Primer ciclista en la historia —de los 3 que lo han logrado (Pierino Baffi en 1958 y Alessandro Petacchi en 2003)— que consigue mínimo una victoria de etapa en las 3 Grandes Vueltas en un mismo año (1956: 3 etapas en la Vuelta, 4 etapas en el Giro y 1 etapa en el Tour).

## Palmarés en pista
| - 1949 Campeón de España de velocidad - 1951 Campeón de España de velocidad profesional - 1957 Campeón de España de velocidad profesional | - 1959 Campeón de España de velocidad profesional - 1961 Campeón de España de velocidad profesional 1.º en los Seis días de Buenos Aires - 1962 Campeón de España de velocidad profesional 1.º en los Seis días de Madrid |